# Cornel Mihai Ionescu
Cornel Mihai Ionescu (n. 11 februarie 1941, București – d. 16 februarie 2012, București) a fost un eseist și traducător român, profesor de literatură comparată la Facultatea de Litere, Universitatea din București și, după 1990, profesor asociat la Facultatea de Filosofie din cadrul Universității din București.
Din anul 1996, a coordonat colecția de filosofie contemporană, „Mentor”, a Editurii Univers Enciclopedic.

## Cărți de autor
- Generația lui Neptun (Grupul 63): idei și opere, Editura pentru Literatură Universală, București, 1967.
- Palimpseste, Editura Cartea Românească, București, 1979. [Ed. a II-a, Editura Cartea Românească, București, 2007]
- Claude Lorrain, Editura Meridiane, București, 1983. („Clasicii Picturii Universale”)
- Cercul lui Hermes, Editura Univers Enciclopedic, București, 1998. („Mentor”)
- Hermeneutică și apofază în barocul european și în gândirea lui Dimitrie Cantemir, Universitatea București, București, 1999. [teza de doctorat; cond. șt.: acad. prof. dr. doc. Dan Grigorescu]

## Lucrări publicate în volume colective și antologii
- Metaforă și comparație în Divina Comedie: observații asupra unor metode de analiză stilistică, în Studii despre Dante, cuv. înainte de Alexandru Balaci, București, Editura pentru Literatură Universală, 1965, pp. 201 – 239.
- „Remember”: o poetică a negației, în Mateiu Caragiale, studiu, antologie și aparat critic de Alexandru George, București, Editura Eminescu, 1985, pp. 201 – 208. (Biblioteca critică) [Din vol. Palimpseste, 1979, pp. 76 – 85]
- Ceremonial pentru Emil Botta, în Emil Botta, pref. note, tabel cronologic și bibliogr. de Doina Uricariu, antologie de Paul P. Drogeanu, București, Editura Eminescu, 1986, pp. 317 – 321. (Biblioteca critică) [Din vol. Palimpseste, 1979, pp. 132 – 138]
- Melodioasa tragedie, în Emil Botta, pref. note, tabel cronologic și bibliogr. de Doina Uricariu, antologie de Paul P. Drogeanu, București, Editura Eminescu, 1986, pp. 321 – 325. (Biblioteca critică) [Din vol. Palimpseste, 1979, pp. 139 – 150]
- Cratylos: Oglinda și Punctul, în Caietele Mihai Eminescu, vol. 6, studii, articole, note, documente, iconografie și bibliogr. prezentate de Marin Bucur, București, Editura Eminescu, 1985, pp. 114 – 125.

## Traduceri, note, prefețe și postfețe
Cărți de filosofie, critică și teorie literară:
- Clasicismul, st. introd. de Matei Călinescu, antologie și note de Matei Călinescu, Andreea Dobrescu-Warodin, A. Bantaș, Cornel Mihai Ionescu, București, Editura Tineretului, 1969. [2 vol.]
- Umberto Eco, Opera deschisă: formă și indeterminare în poeticile contemporane, pref. și trad. de Cornel Mihai Ionescu, București, Editura pentru Literatură Universală, 1969.
- Galvano Della Volpe, Critica gustului, trad. și postf. de Cornel Mihai Ionescu, București, Editura Univers, 1975.
- Umberto Eco, Lector in fabula: cooperarea interpretativă în textele narative, trad. de Marina Spalas, pref. de Cornel Mihai Ionescu, București, Editura Univers, 1991.
- Jacques Derrida, Diseminarea, trad. și postf. de Cornel Mihai Ionescu București, Editura Univers Enciclopedic, 1997. (Mentor)
- Matila C. Ghyka, Filosofia și mistica numărului, trad. de Dumitru Purnichescu, postf. de Cornel Mihai Ionescu, București, Editura Univers Enciclopedic, 1998. (Mentor)
- Vladimir Jankélévitch, Ireversibilul și nostalgia, trad. de Vasile Tonoiu, postf. de Cornel Mihai Ionescu, București, Editura Univers Enciclopedic, 1998. (Mentor)
- Brice Parain, Logosul platonician, trad. de Monica Jităreanu, pref. de Cornel Mihai Ionescu, București, Editura Univers Enciclopedic, 1998. (Mentor)
- Gilbert Durand, Structurile antropologice ale imaginarului: introducere în arhetipologia generală, trad. de Marcel Aderca, postf. de Cornel Mihai Ionescu, București, Editura Univers Enciclopedic, 1998. (Mentor) [reed. 2000]
- Jacques Derrida, Spectrele lui Marx: starea datoriei, travaliul doliului și noua Internațională, trad. de Bogdan Ghiu si Mihaela Cosma, pref. de Cornel Mihai Ionescu, Iași, Polirom, 1999. (Plural M)
- Umberto Eco, Opera deschisă: formă și indeterminare în poeticile contemporane, trad. și pref. de Cornel Mihai Ionescu, ed. a 2-a, Pitești, Paralela 45, 2002. (Studii literare) [reed.2006]
- Umberto Eco, Poeticile lui Joyce, trad. din lb. italiană și pref. de Cornel Mihai Ionescu, Pitești, Editura Paralela 45, 2007. (Studii literare)
- Enciclopedie de filosofie și științe umane, [coord. gen. Marco Drago, Andrea Boroli], trad. de Luminița Cosma, Anca Dumitru, Florin Frunză, Radu Gâdei, Cornel Mihai Ionescu, Mihaela Pop, Hanibal Stănciulescu, Sabin Totu, București, Editura All Educational, 2007.

Literatură:
- Ugo Foscolo, Ultimele scrisori ale lui Jacopo Ortis, trad. și pref. de Cornel Mihai Ionescu, București, Editura pentru Literatură Universală, 1966.
- Paolo Volponi, Mașinăria universului, trad. Andrei Benedek, pref. Cornel Mihai Ionescu, București, Editura pentru Literatură Universală, 1966. (Meridiane)
- Cesare Pavese, Luna și focurile. Femei singure, în românește de Florin Chirițescu, pref. de Cornel Mihai Ionescu București, Editura pentru Literatură, 1966. (Biblioteca pentru toți)
- Dino Buzzati, Marele portret, trad. de Cornel Mihai Ionescu, București, Editura Tineretului, 1969.
- Don Francisco de Quevedo y Villegas, Don Pablos Buscon și alte povestiri, trad. Aurel Covaci, pref. Cornel Mihai Ionescu București, Editura Univers, 1970. (Clasicii literaturii universale)
- Don Francisco de Quevedo y Villegas, Versuri, trad. Aurel Covaci, pref. Cornel Mihai Ionescu, București, Editura Univers, 1970. (Poesis)
- Dincolo de coclauri, trad. în lb. franceză de Venera Antonescu, trad. în lb. spaniolă de Cristina Hîncu, trad. în lb. italiană de Cornel Mihai Ionescu, București, Editura Litera, 1979.
- Gheorghe Istrate, Rune [versuri], cu o postf. de Cornel Mihai Ionescu, București, Cartea Românească, 1980. (Hyperion)
- Eugenio Coseriu, Anotimpul ploilor: povestiri și glume, cu cinci desene de Nerses Ounanian; trad. din italiană de Adriana Gorăscu, postf. de Cornel Mihai Ionescu, Cluj-Napoca, Clusium, 1992.
- Sabina Măduța, Darul zilei [poezii], cuvânt înainte de Cornel Mihai Ionescu, coperta și ilustrațiile Șerban Dumitru Ion, Reșița, Editura Altes, 1993.
- Dino Buzzati, Marele portret, trad. și postf. de Cornel Mihai Ionescu, Iași Editura Polirom, 2003. (Biblioteca Polirom. Clasicii modernității)
- Jane Austen, Rațiune și simțire, trad. de Lidia Grădinaru, pref. Cornel Mihai Ionescu București Editura Leda, 2004. (Leda clasic) [ed. a 2-a, 2007]
- Miguel de Cervantes Saavedra, Don Quijote de la Mancha, trad. și note de Ion Frunzetti și Edgar Papu, pref. Cornel Mihai Ionescu, București Editura Leda, 2005. (Leda clasic) [2 vol.]
- Italo Svevo, O viață, pref. [Italo Svevo și antinomiile sincerității] Cornel Mihai Ionescu, București Editura Leda, 2005. (Leda clasic)
- Thomas Hardy, Departe de lumea dezlănțuită, trad. Cristina Jinga, pref. Cornel Mihai Ionescu, București, Editura Leda, 2005. (Leda clasic) [ed. a 2-a, 2007]
- Daniel Defoe, Întâmplările fericite și nefericite ale vestitei Moll Flanders, trad.: Vera Călin pref. Cornel Mihai Ionescu, București, Editura Leda, 2005. (Leda clasic)
- Charlotte Brontë, Jane Eyre, trad. Mirella Acsente, pref. Cornel Mihai Ionescu, București Editura Leda, 2005. (Leda clasic)
- Marcel Proust, În căutarea timpului pierdut, trad. Radu Cioculescu, pref. Cornel Mihai Ionescu, București, Editura Corint Junior, 2005. [6 vol.]

## Lucrări publicate în periodice științifice
Câteva probleme estetice în gândirea lui Dante, în „Studii de literatură universală”, vol. 7, 1965, pp. 45 –64.
- Don Quijote, mit modern, în „Studii de literatură universală”, vol. 8, 1966, pp. 35–50.
- Janus Bifrons. Umorul pirandellian, de la retorică la farsa transcendentală, în „Studii de literatură universală”, vol. 9, 1967, pp. 95 – 111.
- „Remember”: o poetică apofatică, în „Studii de literatură universală”, vol. 20, 1978, pp. 140 – 146.
- Emblemele inteligenței, în „Studii de literatură universală”, vol. 21, 1980, pp. 133 – 139.
- Poetica emblemei, în „Analele Universității București. Literatură universală și comparată”, anul 22, nr. 2, 1973, pp. 31 – 41. [Despre emblema barocă]
- „S”, în „Analele Universității București. Limba și literatura română”, anul 29, 1981, pp. 67 – 76. [Despre limbajul lui Sade]
- Preliminarii la „critica gustului”, în „Analele Universității București. Limba și literatura română”, anul 30, 1981, pp. 25 – 34.
- Miturile textului: Ouroboros și Arahne, în „Analele Universității București. Limba și literatura română”, anul 32, 1983, pp. 37 – 48.
- Napoléon: fantôme ou spectre?, în „Analele Universității București. Limbi și literaturi străine”, anul 32, 1983, pp. 32 – 36.
- Préliminaires à la psychanalyse du saphir (Matei Caragiale, Remember), în „Synthesis”, vol. 7, 1980, pp. 177–190.
- L’effet Velázquez, în „Cahiers roumains d’études littéraires”, nr. 2, 1981, pp. 81 – 89.
- Heidegger „traduit” par Lacan, în „Cahiers roumains d’études littéraires”, nr. 1, 1983, pp. 93 – 110.
- La rhétorique de l’atopie, în „Cahiers roumains d’études littéraires”, nr. 4, 1984, pp. 12 – 32. [Despre D. Cantemir]
- Mentalité alchimique et hermé-noétique, în „Cahiers roumains d’études littéraires”, nr. 1, 1986, pp. 43 – 54.
- L’heliotrope du soleil noir, în „Cahiers roumains d’études littéraires”, nr. 4, 1986, pp. 57 – 65.
- „Claritas” et „radiance”, în „Cahiers roumains d’études littéraires”, nr. 3, 1989, pp. 31 – 50. [Despre James Joyce]
- Complexul Tho(th)d – „Palimpsestele” lui J. Derrida, în „Revista de istorie și teorie literară”, anul 34, nr. 1, 1986, pp. 41 – 44; Complexul * Tho(th)d (II), în „Revista de istorie și teorie literară”, anul 34, nr. 2-3, apr-sept 1986, pp. 38 – 42.
- Palimpsestul centenar, în „Revista de istorie și teorie literară”, anul 36, nr. 3-4, iul dec 1988, pp. 94 – 100.
- Retorica melancoliei (I), în „Revista de istorie și teorie literară”, anul 37, nr. 1-2, 1989, pp. 17–23; Retorica melancoliei (II), în „Revista de istorie și teorie literară”, anul 38, nr. 3-4, 1-2, 1989-1990 pp. 21 – 23. [Despre Mihai Eminescu]
- T. S. Eliot și devoțiunea marianică, în „Revista de istorie și teorie literară”, anul 41, nr. 1-2, 1an-iun 1993, pp. 101 – 105.
- Psihanaliza safirului (I), în „Revista de istorie și teorie literară”, anul 42, nr. 1, ian-mar 1994, pp. 49 – 55; Psihanaliza safirului (II), în „Revista de istorie și teorie literară”, anul 42, nr. 2, apr-iun 1994, pp. 201 – 206.
- Retorica anagramei, în „Revista de istorie și teorie literară”, anul 43, nr. 1, ian-mar 1995, pp. 35 – 40.
- Orizontul filosofic al poeticii lui Ion Pillat, în „Revista de istorie și teorie literară”, anul 43, nr. 2, apr-iun 1995, pp. 141–145.
- Poezia lui Friedrich Nietzsche, în „Revista de istorie și teorie literară”, anul 44, nr. 1-4, ian-dec 1996, pp. 147–152.
- Diderot laconic și laocoonic, în „Revista de istorie și teorie literară”, anul 45, nr. 1-2, ian-iun 1997, pp. 113 – 119.
- Cercul lui Hermes, în „Revista de filosofie”, tomul 44, nr. 4, 1997, pp. 389–399. [Despre Constantin Noica]

## Articole publicate în reviste și ziare de cultură
- Poezia greacă și virtuțile umanismului, în „Secolul 20”, nr. 12, 1963, pp. 93 – 106.
- Shakespeare și barocul, în „Secolul 20”, nr. 4, 1964, pp. 203 – 208.
- Generația lui Neptun și problemele avangărzii, în „Secolul 20”, nr. 9, 1965, pp. 186 – 189.
- Mitul unui paradis în destrămare, în „Secolul 20”, nr. 7, 1966, pp. 170 – 175. [Despre Pavese]
- Don Quijote – Homo barocus (Însemnări pe marginea ediției integrale a romanului lui Cervantes), în „Secolul 20”, nr. 8, 1966, pp. 170 – 173.
- Algebra misterului, în „Secolul 20”, nr. 5, 1967, pp. 63 – 67. [Despre Buzzati]
- Alexandria: Eros, Agape, Agon, în „Secolul 20”, nr. 9, 1968, pp. 12 – 18. [despre Cvartetul Alexandria de Lawrence Durrell]
- Homunculus și Proteu, în „Secolul 20”, nr. 1, 1969, pp. 33 – 42.
- Indeterminarea lumii și sentimentul așteptării, în „Secolul 20”, nr. 6 (102), 1969, pp. 136 – 144. [Despre Borges]
- Ydrasil, paradisul și cartea, în „Secolul 20”, nr. 1 (109), 1970, pp. 31 – 34. [Despre Gide]
- Atena și Thalassa (eseu despre psihomahia necesară), în „Secolul 20”, nr. 7-8 (115-116), 1970, pp. 243 – 249.
- ALS-OB: fascinație și dezamăgire, în „Secolul 20”, nr. 11 (119), 1970, pp. 84 – 89. [Despre Buzzati]
- Hephaistos și Charis, în „Secolul 20”, nr. 3-4 (134-135), 1972, pp. 82 – 95.
- Surâsul Gorgonei, în „Secolul 20”, nr. 1 (144), 1973, pp. 12 – 22. [Despre Seferis]
- Logos și Pathos, în „Secolul 20”, nr. 5 (148), 1973, pp. 147 – 151. [Despre Carlo Emilio Gadda]
- Suflet-trup ca tensiune barocă în gândirea lui Cantemir, în „Secolul 20”, nr. 11-12, 1973, pp. 105 – 111.
- Trakl Palimpsest, în „Secolul 20”, nr. 1-3 (382-384), 1997, pp. 110 – 115.
- Edgar Papu – Călătoriile Renașterii și noile structuri literare, în „Viața românească”, nr. 12, 1967, pp. 93 – 95.
- Artă și cunoaștere în gândirea lui Cantemir, în „Viața românească”, nr. 9, sept 1973, pp. 143 – 151.
- Hermeneutică și nostalgie, în „Viața românească”, anul 86, nr. 2, feb 1991, pp. 106–110. [Despre: Vintilă Horia, Dumnezeu s-a născut în exil, Craiova, Editura Europa, 1990]
- „S”, în „Viața românească”, anul 86, nr. 5, mai 1991, pp. 61–68.
- Apocalips frivol, în „Viața românească”, anul 86, nr. 7, iul 1991, pp. 20–24. [despre: G. Papini, Gog, București, Editura Univers, 1990]
- Bestiarul inteligenței, în „Viața românească”, anul 86, nr. 10, oct 1991, pp. 99–112. [Despre Paul Valery]
- „Ascundere” și „Camuflare”, în „Viața românească”, anul 87, nr. 3-4, mar-apr 1992, pp. 138–142. [Despre Mircea Eliade]
- Complexul Icar, în „Viața românească”, anul 87, nr. 6-7, iun-iul 1992, pp. 142 – 147. [Despre Toma din Aquino și Joyce]
- Principiul serafic, în „Viața românească”, anul 87, nr. 10-11, oct-nov 1992, pp. 46 – 51.
- A dărui în joacă un farmec, în „Viața românească”, anul 88, nr. 4-5, apr-mai 1993, pp. 139 – 146.
- Palimpsestul centenar, în „Viața românească”, anul 88, nr. 12, dec 1993, pp. 61 – 68.
- Modelul Noica în cultura românā. Cercul lui Hermes, în „Viața românească”, anul 89, nr. 11-12, nov-dec 1994, pp. 28–35.
- Orient și Occident, în „Viața românească”, anul 90, nr. 3-4, mar-apr 1995, pp. 142 – 147.
- Neantul ca eufemism, în „Viața românească”, anul 90, nr. 5-6, mai-iun 1995, pp. 144 –148. [Despre Cioran]
- In memoriam Emil Cioran: antifonie, în „Viața românească”, anul 90, nr. 5-6, mai-iun 1995, p. 148.
- Rue Racine, în „Viața românească”, anul 90, nr. 7-8, iul-aug 1995, pp. 137 – 141.
- Peisagiul de cenușe (I), în „Viața românească”, anul 90, nr. 9-10, sept –oct 1995, pp. 140 – 144.
- Heliotropul soarelui negru, în „Viața românească”, anul 90, nr. 11-12, nov-dec 1995, pp. 139 – 148.
- Urmărind semnele zilei, în „Viața românească”, anul 90, nr. 11-12, nov-dec 1995, pp. 129 131. [Despre: Florența Albu, Zidul martor (Pagini de jurnal, 1970 – 1990), București, Cartea Românească, 1994]
- Pharmakon - Venus - Venēnum, în „Viața românească”, anul 91, nr. 5-6, mai-iun 1996, p. 30 – 38. [Despre Mihai Eminescu]
- Descartes și poezia, în „Viața românească”, anul 91, nr. 7-8, iul-aug 1996, pp. 141 – 146.
- Critică și anamorfoză, în „Viața românească”, anul 91, nr. 11-12, nov-dec 1996, pp. 30 – 33.
- Complexul To(th)d, în „Viața românească”, anul 92, nr. 7-8, iul-aug 1997, pp. 145 – 148.
- Retorica anagramei, în „Viața românească”, anul 92, nr. 9-10, sept-oct 1997, pp. 130 – 134.
- Ludic și paludic, în „Viața românească”, anul 93, nr. 1-2, ian-feb 1998, pp. 142 –147.
- Miturile textului: Ouroboros și Arahne, în „Viața românească”, anul 93, nr. 4-5, apr-mai 1998, pp. 222 – 231.
- Diderot: laconic și laocoonic, în „Viața românească”, anul 93, nr. 6, 1998, pp. 107 – 112.
- Melcul sideral, în „Viața românească”, anul 93, nr. 9 – 10, sept-oct 1998, pp. 238 – 243.
- Psihanaliza safirului, în „Viața românească”, anul 94, nr. 1-2, ian-feb 1999, pp. 164–174. [Despre Remember de Mateiu Caragiale]
- T.S. Eliot și devoțiunea marianică, în „Viața românească”, anul 94, nr. 7, iul 1999, pp. 112–116.
- Poezia lui Friedrich Nietzsche, în „Viața românească”, anul 94, nr. 12, dec 1999, pp. 132 – 135.
- Hermeneutica melancoliei. Chiasm și schizomorfie, în „Viața românească”, anul 95, nr. 3-4, mar-apr 2000, pp. 233–241.
- Izvorul pecetluit, în „Viața românească” anul 95, nr. 7 – 8, iul-aug 2000, pp. 209–216 p. 209-216. [Despre „Psalmii” lui Dosoftei]
- Cratylos: Oglinda și Punctul, în „Viața românească”, anul 95, nr. 12, dec 2000, pp. 6–15 [Despre Mihai Eminescu]
- Orizontul filosofic al poeticii lui Ion Pillat, în „Viața românească”, anul 96, nr. 3 – 4, mar-apr 2001, pp. 24–28.
- Drum. A îndruma. Îndrumător, în „Viața românească”, anul 96, nr. 7-8, iul-aug 2001, pp. 222–224.
- Roza și Ekpiroza, în „Viața românească”, anul 97, nr. 7, iul. 2002, pp. 73, 74.
- Drum. A îndruma. Îndrumător, în „Viața românească”, anul 101, nr. 8-9, aug-sep 2006, pp. 193–194.
- Artă și sociologie, în „Luceafărul”, nr. 49, 2 dec 1972, p. 9. [Despre: L. Goldmann, Sociologia literaturii, București, Editura politică, 1972]
- Poetica parafrazei, în „Luceafărul”, nr. 10, 1 mar 1990, p. 12. [Studiul textului pornind de la remarca lui Ion Barbu]
- Prințul hermetic, în „Luceafărul”, nr. 18, 30 mai 1990, p. 14. [Despre Shakespeare]
- Lumina ecumenică, în „Luceafărul”, nr. 24, 24 iun 1998, pp. 12, 13. [Despre: Mihai Eminescu, Floare albastră. Fiore azzuro, versiune italiană, mică antologie critică de Geo Vasile, București, Editura Grammar, 1996]
- Cantemir: elocință și tăcere, în „Transilvania” (Sibiu), serie nouă, anul 6 (83), nr. 10, oct 1977, pp. 30 – 32.
- Universul – Threnos, în „Transilvania” (Sibiu), serie nouă, anul 7 (84), nr. 4, apr. 1978, pp. 44 – 46. [Despre Emil Botta]
- Perenitatea valorilor clasice, în „Transilvania” (Sibiu), serie nouă, anul 7 (84), nr. 6, iun 1978, pp. 39 – 41. [Despre T. S. Eliot]
- „Romanul poetic”, în „România literară”, anul 10, nr. 32, 11 aug 1977, p. 19. [Despre: Irina Mavrodin, Romanul poetic: eseu despre romanul francez modern, București, Editura Univers, 1977]
- Constelația artelor, în „Contemporanul”, nr. 7, 15 febr 1980, p. 10. [Despre: Dan Grigorescu, Constelația gemenilor: arta și literatura în perspectivă comparatistă, București, Editura Meridiane, 1979]
- Andrei Brezianu – Ieșirea la țărmuri, în „Contemporanul”, nr. 15, 18 apr 1980, p. 10.
- Dali și Velasquez, în „Arta”, anul 36,  nr.  11, 1989, pp. 36–38.
- Glume, în „Steaua” (Cluj-Napoca), anul 41, nr. 11-12, nov-dec 1990, pp. 13,15. [Pe marginea volumului de povestiri: La stagione delle piogge (Anotimpul ploilor) al lui Eugen Coșeriu]
- Simulacrele cercului, în „Academica”, anul 1, nr. 10, 1991, p. 22.
- Cucernicia paricidului, în „Jurnalul literar”, anul 3, nr. 9-12, apr 1992, pp. 1,7. [Despre sculptorul Ion Vlad (1920-1992)]
- Pe marginea unui „cuvânt înainte”, „Jurnalul literar”, anul 3, nr. 15-18, iun 1992, pp. 3, 6. [Despre: „Cuvânt înainte” scris de Eugen Ionescu la volumul Nu ediția 1986]
- Oceanica limbă, în „Jurnalul literar”, anul 4, nr. 37-40 oct 1993, p. 3. [Despre poezia „Melancolie” scrisă de Eminescu în 1876]
- Raiul baroc, în „Jurnalul literar”, anul 4, nr. 11-20, apr-mai 1993, p. 3, 6. [Despre Viața lumii, prima lucrare în versuri a lui Miron Costin]
- Peisagiul de cenușă, în „Jurnalul literar”, anul 4, nr.  27-28, iul-aug 1993, pp. 1, 5. [Despre estetica și critica lui Eugen Lovinescu]
- Drum. A îndruma. Îndrumător, în „Jurnalul literar”, anul 4, nr. 29-32, sep 1993, pp. 1,5. [Octavian Vuia despre influența lui Heidegger asupra altor filosofi]
- Emil Cioran sau „mania candorii”, în „Jurnalul literar”, anul 4, nr. 13-16, mai 1993, pp. 1, 4. [Dialog cu Ferdinand Leopold, traducător în germană al operei lui Emil Cioran]
- Post scriptum (la Colocviile Centrului Cultural American de la Paris 1971-1974), în „Jurnalul literar”, anul 13, nr. 5-10, mar-apr-mai 2002, p. 14.
- Post-scriptum (la intervenția lui Gabriel Marcel), în „Jurnalul literar”, anul 14, nr. 1-6 ian-feb-mar 2003, p. 14.
- Post-scriptum (la intervenția lui Andre Dumas), în „Jurnalul literar”, anul 14, nr. 1-6, ian-feb-mar 2003, p. 15.
- De la Elsinore în Schwarzwald, în „Dilema”, anul 4, nr. 161, 9-15 febr1996, p. 14.
- Moftul yankeu (câteva lămuriri pe înțelesul unei „prezentatoare”), în „Adevărul literar și artistic”, anul 7, nr. 409, 17 mar 1998, p. 14. [Răspuns la articolul (Re)Venirea lui Derrida de Andreea Deciu, despre Diseminarea de Jacques Derrida în traducerea lui Cornel Mihai Ionescu, din „România literară”, anul 31, nr. 4, 28 ian 1998, p. 19]
- Mentalitate alchimică și hermenoetică, în „Origini. Caiete Silvane” (Zalău), serie nouă, anul 5, nr. 1 (7), 2002, pp. 119 – 124.
- Hermeneutica atopiei, în „Origini. Caiete Silvane” (Zalău), serie nouă, anul 5, nr. 2 (8), 2002, pp. 64 – 73.
- Metaforele ineității, în „Origini. Caiete Silvane” (Zalău), serie nouă, anul 5, nr. 3-4 (9-10), 2002, pp. 100, 101.
- L’héliotrope du soleil noir, în „Origini. Caiete Silvane” (Zalău), serie nouă, anul 6, nr. 1-2, 2003, pp. 45 – 49 [Religious studies].
- Trei trepte cu Mircea Eliade, în „Origini. Caiete Silvane” (Zalău), serie nouă, anul 6, nr. 3-4, 2003, pp. 159 – 164.

## Citate
«Creatorul modern devine prizonierul propriei lumi, un Dedalus captiv în propriul mit-labirint, unul care respinge firul salutar al Ariadnei, condamnîndu-se lucid la solitudine absolută. El își va redobîndi libertatea în momentul degradării mitului său, atunci cînd, ca în urma unei imense combustii, zidurile se vor spulbera ca o cenușă; dar orizontul ce i se va oferi atunci va fi numai libertatea de a muri.» (Cornel Mihai Ionescu, Mitul unui paradis în destrămare, în Secolul 20, 7/1966, pp. 170–175)